# Arcidiecéze berlínská
Arcidiecéze berlínská (lat. Archidioecesis Berolinensis) je římskokatolická arcidiecéze, která se nachází na severu Německa, sídlem arcibiskupa je Berlín. Spolu s diecézemi drážďansko-míšeňskou a zhořeleckou tvoří berlínskou církevní provincii. Sídelní katedrálou je Katedrála svaté Hedviky v Berlíně.

## Arcibiskupové berlínské arcidiecéze
- Christian Schreiber (1930–1933)
- Nikolaus Bares (1933–1935)
- Konrad von Preysing (1935–1950)
- Wilhelm Weskamm (1951–1956)
- Julius Döpfner (1957–1961)
- Alfred Bengsch (1961–1979)
- Joachim Meisner (1980–1988)
- Georg Sterzinsky (1989–2011)
- Rainer Maria Woelki (2011–2014)
- Heiner Koch (2015–)